# Ostrvica (Omiš)
Ostrvica je naselje u Splitsko-dalmatinskoj županiji. 

## Zemljopis
Nalazi se u Sridnjim Poljicima.

## Upravna organizacija
Gradsko je naselje grada Omiša po upravnoj organizaciji, iako je od samog naselja Omiša udaljena nekoliko kilometara. 
Po poštanskoj organizaciji, pripada poštanskom uredu u Gatima.

## Povijest
Teško je stradala u Drugom svjetskom ratu, kad su četnici Mane Rokvića 1. listopada 1942. poklali seljane Gata, Ostrvice, Zvečanja i Čišle.
Ime Ostrvica dobila je iz izvedenice riječi "Ostrov" što bi u prijevodu značilo "sa strane".

## Stanovništvo
Većinsko i jedino autohtono stanovništvo ovog sela su Hrvati.
| broj stanovnika | 297   |       | 149   | 161   | 173   | 182   | 400   | 248   | 191   | 283   | 278   | 245   | 232   | 215   | 210   | 196   | 191   |
|                 | 1857. | 1869. | 1880. | 1890. | 1900. | 1910. | 1921. | 1931. | 1948. | 1953. | 1961. | 1971. | 1981. | 1991. | 2001. | 2011. | 2021. |

## Spomenici i znamenitosti
- Villa rustica na Mirima